# Партия (музика)
Вижте пояснителната страница за други значения на Партия.
Музикалната партия е съставна част от многогласната музика. Терминът обозначава мелодията, водена от отделен глас, музикален инструмент, или тяхна група. Така можем да имаме партия на виолите в оркестъра, или цигулкова партия в музикалния дует. Вокалните партии се обозначават според човешките гласове - сопран, алт, тенор, баритон, дискант, контратенор. В оперната музика често се наричат според ролята на изпълнителя – партия на Кармен, партия на Зигфрид и т.н., като в този случай значението често се припокрива с това на роля.

## Православна църковна музика
В православната църковна музика, която е главно вокална, основна структурна единица е гласът. Мелодическата ѝ система е съставена от осем главни гласове, описани през VIII век от Йоан Дамаскин - четири основни (от първи до четвърти) и четири вторични (от първи плагален до четвърти плагален).